# Americhelidium millsi
Americhelidium millsi är en kräftdjursart som beskrevs av Edward Lloyd Bousfield och Chevrier 1996. Americhelidium millsi ingår i släktet Americhelidium och familjen Oedicerotidae. Inga underarter finns listade i Catalogue of Life.